# Isadora Ribeiro

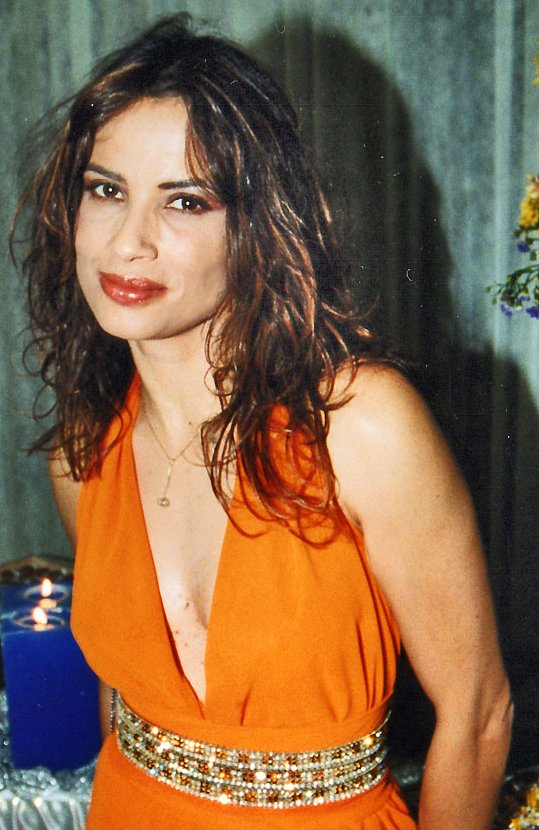
Isadora Ribeiro.

Isadora Ribeiro de Sousa (Curitiba, Brasil; 13 de junio de 1965) es una actriz y modelo brasileña.

## Biografía
Ribeiro inició una carrera en los medios como modelo en 1983. Participó en las pruebas para el programa de televisión Fantástico, emitido por Globo TV, en el que finalmente fue elegida por el director televisivo José Bonifácio de Oliveira Sobrinho. Su participación en Fantástico le valió el reconocimiento nacional, el cual revalidó interpretando un papel secundario en la telenovela Tieta, en 1989.
A partir de entonces, ha figurado en producciones de cine y televisión en su país como O Dono do Mundo, Decadência, Torre de Babel, Mulheres de Areia, Amas de Casa Desesperadas y Amor e Revolução. También posó para la revista Playboy en 1988 y en 1991. Estuvo casada con el diseñador gráfico de origen alemán Hans Donner.

## Filmografía

### Televisión
| Año     | Título                     | Papel                     | Notas      |
| ------- | -------------------------- | ------------------------- | ---------- |
| 1987–89 | Fantástico                 | Bailarina                 |            |
| 1990    | Tieta                      | Amante de Modesto         | 1 episodio |
| 1990    | Brasileiras e Brasileiros  | Teresa de Ogum            |            |
| 1991    | O Dono do Mundo            | Dóris de Alencar          | 1 episodio |
| 1992    | Pedra sobre Pedra          | Suzana Frota              |            |
| 1993    | Mulheres de Areia          | Vera Soares de Azevedo    |            |
| 1993    | Fera Ferida                | Dona Marquesa             |            |
| 1994    | Você Decide                | Lucinha                   | 1 episodio |
| 1994    | A Madona de Cedro          | Neusa Farias              |            |
| 1994    | Pátria Minha               | Cilene Miranda            |            |
| 1995    | Decadência                 | Luzia                     |            |
| 1995    | Explode Coração            | Odaísa Jordão             |            |
| 1996    | Você Decide                | Tatiane                   | 1 episodio |
| 1996    | Você Decide                | Gioconda                  | 1 episodio |
| 1996    | Você Decide                | Danielle                  | 1 episodio |
| 1996    | Você Decide                | Rosa                      | 1 episodio |
| 1996    | Sai de Baixo               | Jéssica                   | 1 episodio |
| 1997    | O Amor Está no Ar          | Carmencita Soterro        |            |
| 1998    | Torre de Babel             | Vilma Navarro Leme Toledo |            |
| 1999    | Você Decide                | Flávia                    | 1 episodio |
| 1999    | Você Decide                | Sandra Vieira             | 1 episodio |
| 2000    | Uga Uga                    | Marlene dos Santos        |            |
| 2001    | As Filhas da Mãe           | Madalena Aguiar           | 1 episodio |
| 2001    | A Grande Família           | Lolita                    | 1 episodio |
| 2003    | Celebridade                | Marisa Furtado            | 1 episodio |
| 2007    | Donas de Casa Desesperadas | Vera Marques              |            |
| 2010    | Uma Rosa com Amor          | Roberta Vermont           |            |
| 2011    | Amor e Revolução           | Bianca Luz                |            |
| 2012    | Fdp                        | Desirée da Luz            | 1 episodio |
| 2019    | República do Peru          | Irene                     | 1 episodio |
| 2021    | Plantão sem Fim            |                           |            |

### Cine
| Año  | Título                 | Papel           |
| ---- | ---------------------- | --------------- |
| 1990 | O Escorpião Escarlate  | Paula           |
| 1992 | Oswaldianas            | Princesa        |
| 2000 | Um Anjo Trapalhão      | Querubina       |
| 2002 | Viva Sapato            | Eugenia María   |
| 2007 | Wink                   | Susie           |
| 2007 | O Dono do Mar          | María das Águas |
| 2019 | Dê a Elsa o que É Dela |                 |